# Sovětský kosmický program
Sovětský kosmický program je předchůdce dnešního Roskosmosu, který přinesl řadu prvenství v dobývání vesmíru. Jako první vypustil do vesmíru umělou družici, poslal do vesmíru prvního kosmonauta a získal též řadu prvenství v průzkumu planet sluneční soustavy. Svou historii „zakončil“ raketoplánem Buran.

## Historie

### Předválečné úsilí
Teorie průzkumu vesmíru měla v Ruské říši před první světovou válkou pevný základ ve spisech Konstantina Ciolkovského (1857-1935), který publikoval průkopnické práce na konci 19. a na počátku 20. století a v roce 1929 představil koncept vícestupňové rakety. Praktické aspekty postavené na počátečních experimentech provedených členy studijní skupiny reaktivního pohonu GIRD (založeno v roce 1931) ve 20. a 30. letech, jako byli průkopníci jako inženýr Sergej Koroljov - kteří snili o cestě na Mars — a baltský německý inženýr Friedrich Zander, fungovaly. 18. srpna 1933 vypustila GIRD první sovětskou raketu na kapalná paliva Gird-09 a 25. listopadu 1933 první hybridní raketu GIRD-X. V letech 1940-41 došlo k dalšímu pokroku v oblasti reaktivního pohonu: vývoj a sériová výroba odpalovacího zařízení - lafetovaného raketometu Kaťuša . 

### Sputnik a Vostok

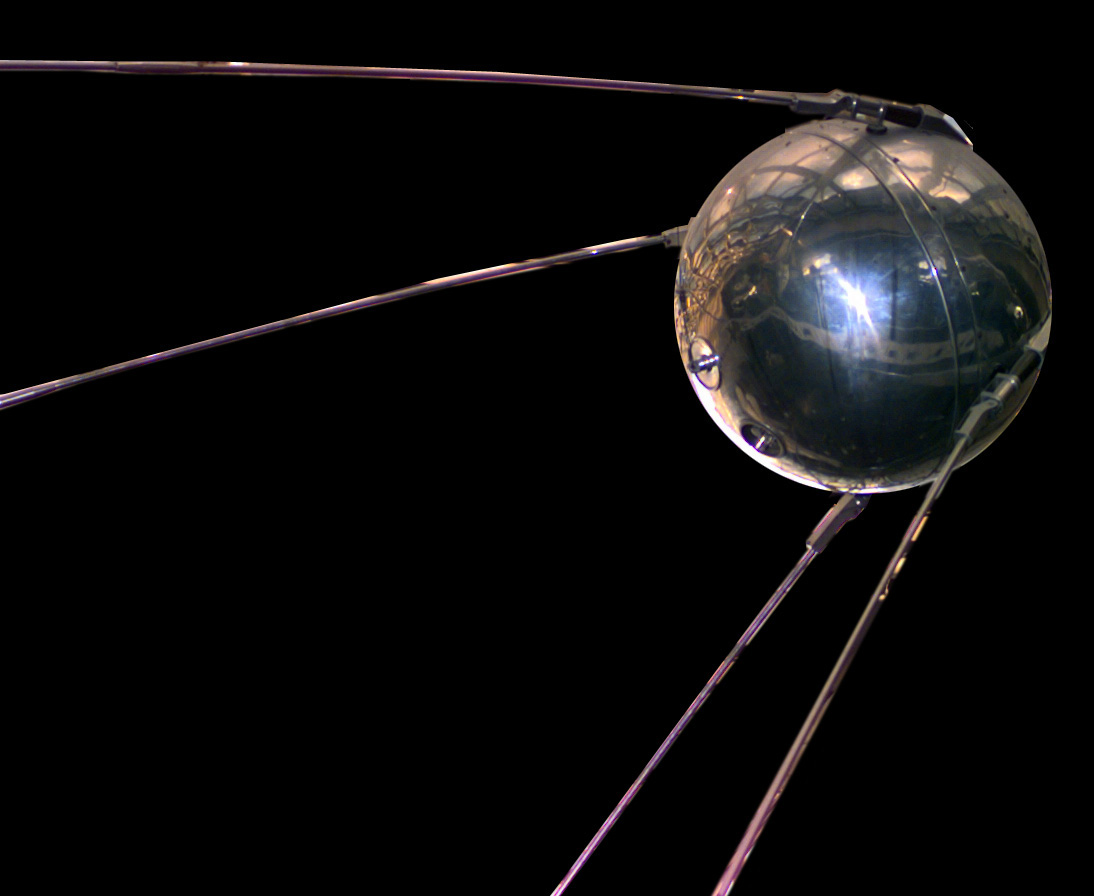
Model Sputniku

Sovětský kosmický program byl založen v rámci pětiletky v druhé polovině padesátých let a od začátku byl koncipován jako projekt na podporu sovětské armády, která se tak snažila dosáhnout vojenské převahy nad kapitalistickým světem. V lednu 1956 byly schváleny plány umělých družic Sputnik, vojenských průzkumných satelitů Zenit a na rok 1964 byl plánován let prvního člověka do vesmíru. Na pozdější dobu byl též plánován let bez lidské posádky na Měsíc. Let prvního Sputniku se uskutečnil 4. října 1957.
Po úspěšném letu prvního Sputniku, který byl sovětskou propagandou využit jako demonstrace technologické převahy Sovětského svazu, bylo rozhodnuto uspíšit program na let prvního člověka do vesmíru, který byl spojen s programem Zenit s cílem vytvořit vesmírné plavidlo Vostok. Nejprve byl do vesmíru poslán 3. listopadu 1957 pes Lajka v lodi Sputnik 2. První let člověka do vesmíru se uskutečnil 12. dubna 1961, kdy Jurij Gagarin obletěl v kosmické lodi Vostok 1 Zemi a úspěšně přistál.

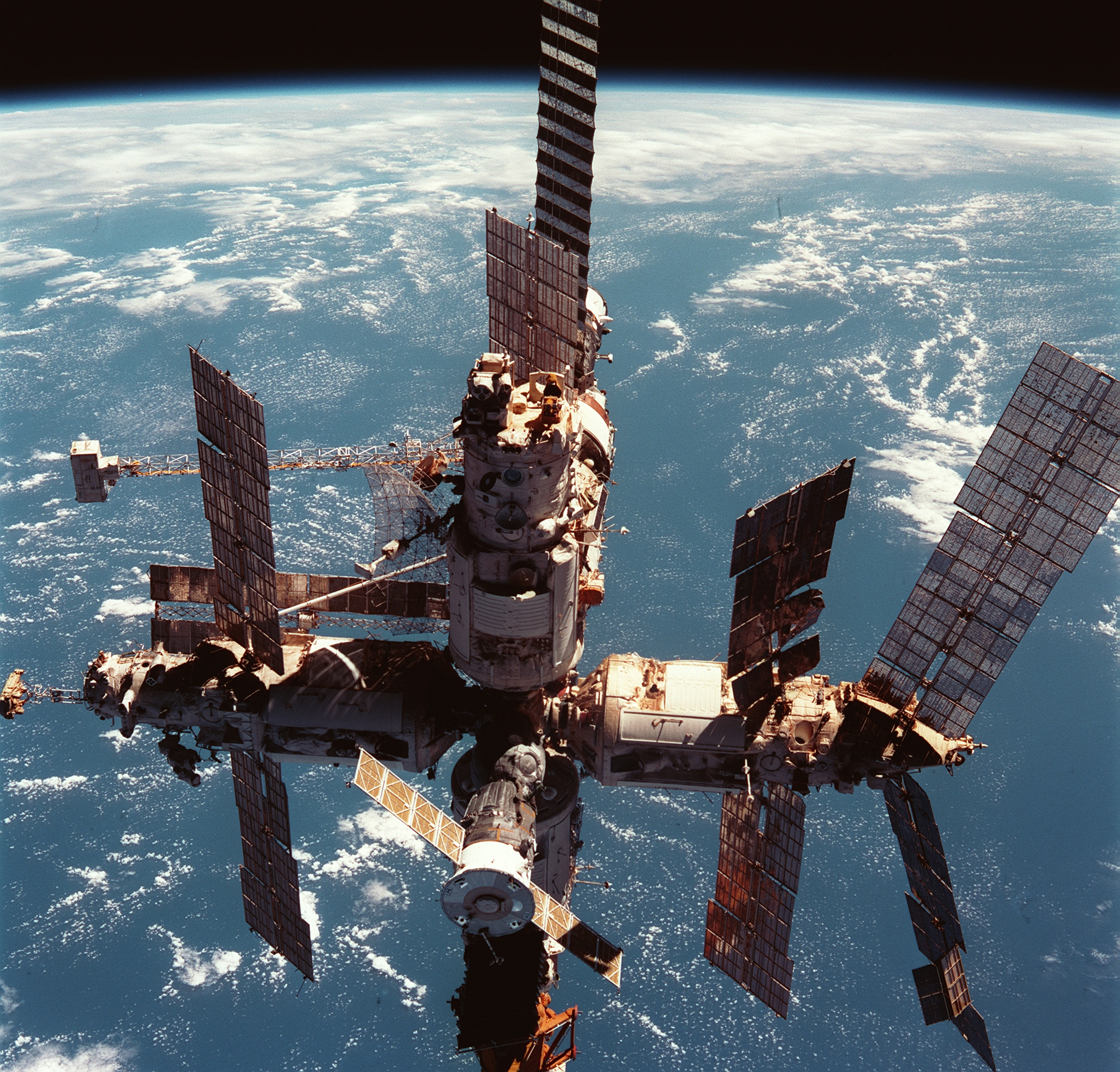
Pohled na Mir z paluby raketoplánu Discovery při letu STS-91.

Ačkoliv měl sovětský kosmický program zpočátku navrch a byl vždy o krok před NASA, díky ekonomickým problémům svůj náskok ztratil. Poprvé se to projevilo v „boji o Měsíc“, kde jako první přistáli Američané v rámci programu Apollo. Sovětský kosmonaut nikdy na povrch Měsíce nevkročil a jejich výzkum se omezil pouze na nepilotované sondy. Luna 9 byla první sondou, která v roce 1966 přistála na Měsíci a Luna 16 v roce 1970 z Měsíce přivezla vzorky hornin. Po Měsíci též jezdila první vozítka Lunochod.
Sovětskému programu je připisováno prvenství v první sondě na povrchu Marsu, přestože sonda Mars 3 fungovala na povrchu jen několik desítek sekund a nevrátila žádná identifikovatelná data a nepočítá se tak mezi úspěšné. V letech 1970–1983 se několika sondám programu Veněra jako prvním podařilo dosáhnout povrchu Venuše a odeslat mimo jiné snímky povrchu. Poté se soustředil další vývoj na budování orbitálních stanic, kde byl sovětský kosmický program úspěšný. Nejznámější orbitální stanicí se stal Mir, který se začal stavět v 80. letech a skončil v roce 2001 úmyslným navedením do atmosféry, kde shořel.
Posledním významným počinem sovětské kosmonautiky byl raketoplán Buran. Jeho vývoj započal v roce 1976 a výsledek byl hodně podobný raketoplánu NASA. V rámci programu byl vyvinut raketový nosič Eněrgija a dosud největší letadlo světa, Antonov An-225. Jediný nepilotovaný let Buranu se uskutečnil v roce 1988. Celý program byl velmi finančně nákladný a na další lety již nedošlo. Program byl v roce 1993 ukončen. Ruský kosmický výzkum pokračuje po roce 1992 založením agentury Roskosmos, která spolupracuje na projektu ISS a vyslala první kosmické turisty.

## Důležité milníky

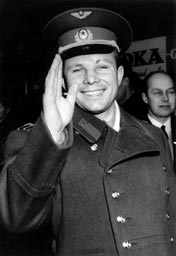
Jurij Gagarin

- 1957: Let prvního satelitu Sputnik 1.
- 1957: Let psa Lajky ve Sputniku 2.
- 1959: První let mimo orbitální dráhu. Luna 1 proletěla okolo Měsíce.
- 1959: První sonda na Měsíci, Luna 2.
- 1959: První snímky odvrácené strany Měsíce, Luna 3.
- 1960: První sonda k Marsu, Marsnik 1.
- 1960: První sonda k Venuši, Veněra 1.
- 1961: První člověk ve vesmíru. Jurij Gagarin v lodi Vostok 1.
- 1961: První pobyt člověka ve vesmíru, který trval déle než den. German Titov s Vostok 2.
- 1962: První společný let více lodí, Vostok 3 a Vostok 4.
- 1963: První žena ve vesmíru, Valentina Těreškovová v lodi Vostok 6.
- 1964: První loď s vícečlennou posádkou, Voschod 1.
- 1965: První výstup do vesmíru, Alexej Leonov při letu s lodí Voschod 2.
- 1965: První dosažení jiné planety, Venuše sondou Veněra 3.
- 1966: První sonda která přistála na povrchu Měsíce, Luna 9.
- 1967: První spojení dvou lodí bez lidské posádky.
- 1969: První spojení dvou lodí s lidskou posádkou, lodě Sojuz 4 a Sojuz 5.
- 1970: První robotické vozítko na Měsíci, Lunochod 1.
- 1971: První sonda která přistála na povrchu jiné planety, Venuše, sondou Veněra 7.
- 1971: První vesmírná stanice, Saljut 1.
- 1971: První sonda která přistála na povrchu Marsu, Mars 3.
- 1986: První trvale obydlená vesmírná stanice, Mir.
- 1988: Start raketoplánu Buran.

## Programy

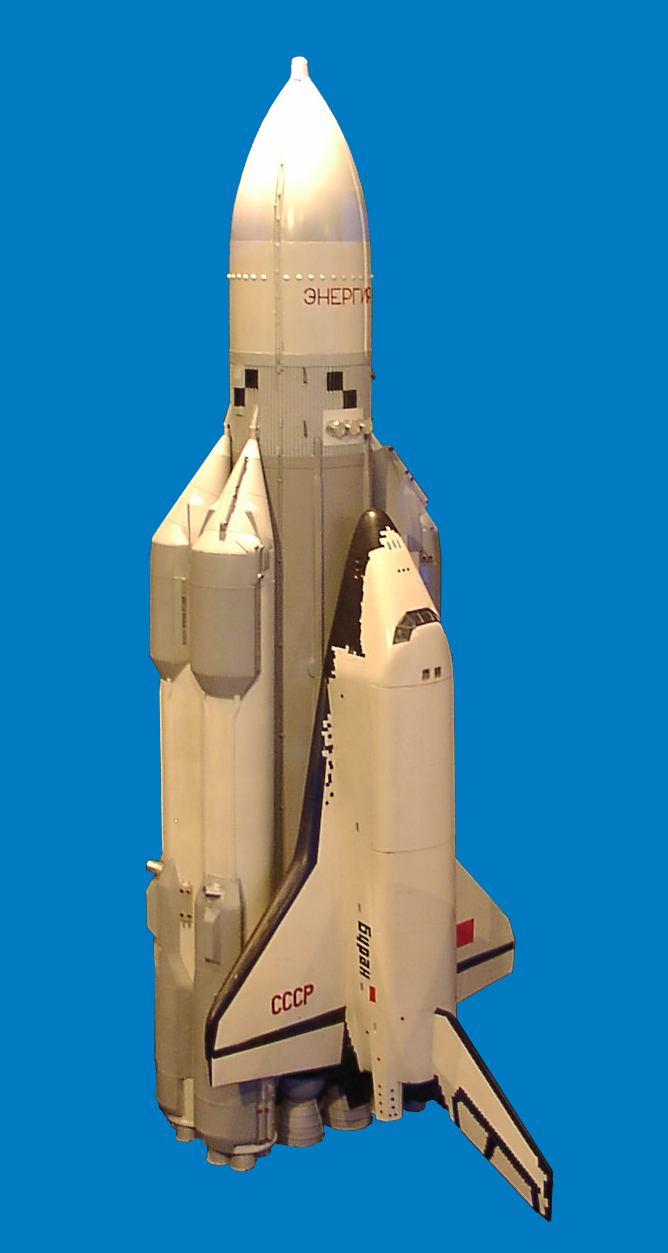
Model raketoplánu Eněrgija-Buran

Sovětský kosmický program provozoval řadu projektů:
- Almaz – vojenské vesmírné stanice
- Buran – nedokončený projekt raketoplánů
- Eněrgija – raketový nosič
- Fobos - sondy k Marsu a jeho měsíci Fobosu
- Foton – satelity
- Kosmos – satelity
- Luna – sondy k Měsíci
- Mars – sondy k Marsu
- Meteor – meteorologické satelity
- Molnija – komunikační satelity
- Mir – vesmírná stanice
- Proton
- Saljut – vesmírné stanice
- Sojuz – vesmírné lodě
- Sputnik – satelity
- TKS – vesmírné lodě
- Veněra – program průzkumu Venuše
- Vostok – vesmírné lodě
- Voschod – vesmírné lodě
- Zond – vesmírné lodě